# A la recerca de la ciutat perduda
A la recerca de la ciutat perduda (títol original: The Quest) és una pel·lícula estatunidenca dirigida per Jean-Claude Van Damme el 1996. Ha estat doblada al català.

## Argument
Nova York, 1925. Després d'haver amagat una cartera plena de diners a un pistoler, Christophe Dubois, acròbata de carrer, embarca clandestinament - malgrat ell - a bord d'un vaixell de contrabandistes. Venut a Tailàndia com esclau, el jove és iniciat a la pràctica de la boxa tailandesa per participar en combats. A continuació, Christophe no té més que un desig: participar en el Ghan-Ghen, un torneig d'arts marcials que reuneix els més grans campions vinguts dels quatre racons del planeta amb la finalitat d'assolir el Drac d'or.

## Repartiment
- Jean-Claude Van Damme: Christophe Dubois
- Roger Moore: Lord Edgar Dobbs
- James Remar: Maxie Devine
- Janet Gunn:: Carrie Newton
- Jack McGee: Harry Smythe
- Aki Aleong: Khao
- Abdel Qissi: Khan
- Louis Mandylor: Riggi
- Chang Ching Peng Chaplin: Mestre Tchi
- Ryan Cutrona: Oficial O'Keefe
- Shane Meier: Red
- Matt Lyon: Billy
- Jen Sung Outerbridge: Phang
- Peter Wong: Combatent xinès
- Kitao Koji: Sumotori
- Habby Heske: Combatent alemany
- César Carneiro: Combatent brasiler
- Takis Triggelis: Combatent francès
- Azdine Nouri: Combatent turc
- Stefanos Miltsanakis: Combatent grec
- Pjetër Malota: Combatent espanyol
- Winston Ellis: Combatent africà
- Ong Soo Han: Combatent coreà
- Ip Choi Nam: Combatent coreà
- Brick Bronsky: Combatent rus
- Mike Lambert: Combatent escocès
- Gordon Masten: Barman
- Ze'ev Revach: Capità turc
- Manon Marcoux :Cangur
- Kristopher Van Varenberg: Christophe jove
- Chedpong Laoyant: criat
- Vichai Indtrasathit: Monjo laosià a Nova York

## Al voltant de la pel·lícula
- Jean-Claude ja havia treballat amb Abdel Qissi a Lionheart, el lluitador, (Attila); i Pjetër Malota, a Doble impacte i Sense escapatòria.
- És el 2n i últim film des de Street Fighter on Patrice Baudrier no és la veu de Van Damme. El precedent va ser Mort súbita (1994), on Hervé Jolly era la veu de l'actor.
- Destacar que es pot percebre al film el fill real (Kristopher) de Jean Claude Van Damme, que fa el paper del petit Christophe Dubois.
- Crítica: "Arts marcials i mediocritat a dojo"[3]